# Жамбри
Жамбри́ (фр. Gembrie, окс. Gembria) — коммуна во Франции, находится в регионе Юг — Пиренеи. Департамент — Верхние Пиренеи. Входит в состав кантона Молеон-Барус. Округ коммуны — Баньер-де-Бигор.
Код INSEE коммуны — 65193.

## География
Коммуна расположена приблизительно в 670 км к югу от Парижа, в 100 км юго-западнее Тулузы, в 50 км к юго-востоку от Тарба.
По территории коммуны протекает река Урс.

## Климат
Климат умеренно-океанический с солнечной тёплой погодой и обильными осадками на протяжении практически всего года.

## Население
Население коммуны на 2010 год составляло 71 человек.
| 1962 | 1968 | 1975 | 1982 | 1990 | 1999 | 2010 |
| ---- | ---- | ---- | ---- | ---- | ---- | ---- |
| 64   | 72   | 60   | 53   | 54   | 75   | 71   |

## Администрация
| Период | Период | Фамилия    | Партия | Примечания |
| ------ | ------ | ---------- | ------ | ---------- |
| 2008   | 2020   | Жанин Монт |        |            |

## Экономика
В 2010 году среди 45 человек трудоспособного возраста (15-64 лет) 26 были экономически активными, 19 — неактивными (показатель активности — 57,8 %, в 1999 году было 59,2 %). Из 26 активных жителей работали 19 человек (11 мужчин и 8 женщин), безработных было 7 (4 мужчины и 3 женщины). Среди 19 неактивных 3 человека были учениками или студентами, 6 — пенсионерами, 10 были неактивными по другим причинам.